# Rildene Firmino
Rildene Firmino Fonseca (Natal, 2 de dezembro de 1974) é uma nadadora paralímpica brasileira aposentada. Participou de competições internacionais de elite, sendo bicampeã dos Jogos Parapan-Americanos e duas vezes medalhista de bronze no Campeonato Mundial de Natação Paralímpica.

## Biografia
Aos seis anos de idade, Rildene sofreu um acidente grave quando, durante uma brincadeira com seu primo Ivanildo Fonseca, foi atingida nas costas por um disparo acidental de um revólver calibre 38, que resultou em uma lesão na vértebra T11, deixando-a paraplégica. Apesar do trauma, que a levou a permanecer três dias na UTI, Rildene manteve uma boa relação com o primo, que mais tarde também se tornaria um atleta paralímpico, competindo no judô para deficientes visuais. 
Rildene começou sua carreira na natação paralímpica no início dos anos 1990 e fez sua estreia nos Jogos Paralímpicos de Verão de 1992. Desde então, participou de cinco edições dos Jogos Paralímpicos: Barcelona 1992, Sydney 2000, Atenas 2004, Pequim 2008 e Rio 2016. Sua ausência em Atlanta 1996 se deu pela falta de índice classificatório, e em Londres 2012, suas provas principais, os 150 metros medley e os 50 metros peito, não foram incluídas no programa da competição.
Ao longo de sua carreira, Rildene obteve diversas classificações expressivas em competições internacionais, incluindo medalhas em campeonatos mundiais. No Campeonato Mundial de Natação do IPC em Mar del Plata, em 2002, ela conquistou a medalha de bronze no revezamento 4x50 metros medley feminino 20 pontos. Competiu também nos campeonatos mundiais de Eindhoven 2010 e Glasgow 2015, sempre alcançando bons resultados nas provas de 150 metros medley e 50 metros peito.
Em 2014, após 14 anos trabalhando como operadora de telemarketing em Natal, Rildene decidiu dedicar-se exclusivamente à natação, abandonando seu emprego e mudando-se para São Caetano do Sul, São Paulo, para treinar com a equipe brasileira. Sustentou-se com a ajuda do programa Bolsa Atleta e de um apoio financeiro da prefeitura de Natal.
Nos Jogos Paralímpicos Rio 2016, Rildene participou das provas de 150 metros medley SM4 e 50 metros peito SB3. Apesar de não ter avançado para as finais, celebrou a oportunidade de competir em uma paralimpíada realizada em seu país. Ainda em 2016, recebeu homenagens da Assembleia Legislativa do Rio Grande do Norte junto com outros atletas paralímpicos do Rio Grande do Norte.
Atualmente, Rildene faz parte do Conselho Fiscal da SADEF (Sociedade Amigos dos Deficientes do Rio Grande do Norte), organização que apoia diversos atletas paralímpicos no Rio Grande do Norte..

## Lista de participações em competições internacionais

### Jogos Parapan-Americanos
- Mar del Plata 2003
  1. 50 m costas feminino S5 – 1º lugar, 1:07.45
  2. 50 m peito feminino SB3 – 2º lugar, 1:13.61
  3. 150 m medley individual feminino SM4 – 1º lugar

### Jogos Paralímpicos
- Barcelona 1992
  1. 50 m livre feminino S6 – Eliminatórias: 6º lugar (Calor 1)
  2. 100 m livre feminino S6 – Eliminatórias: 8º lugar (Calor 3)
  3. 200 m livre feminino S6 – Eliminatórias: Não classificada (Calor 2)
  4. 100 m costas feminino S6 – Eliminatórias: 7º lugar (Calor 2)
  5. 100 m peito feminino SB4 – Final: 6º lugar
  6. 50 m borboleta feminino S6 – Eliminatórias: 7º lugar (Calor 2)
  7. Revezamento 4x100 m livre feminino S7-10 – Final: 8º lugar

- Atenas 2004
  1. 50 m costas feminino S5 – Eliminatórias: 5º lugar (Calor 2)
  2. 50 m peito feminino SB3 – Eliminatórias: 3º lugar (Calor 2)
  3. 50 m peito feminino SB3 – Final: 8º lugar
  4. 150 m medley individual feminino SM4 – Eliminatórias: 5º lugar (Calor 2)

- Pequim 2008
  1. 150 m medley individual feminino SM4 – Final: 6º lugar

- Rio 2016
  1. 150 m medley individual feminino SM4 – Eliminatórias: 5º lugar (Calor 2)
  2. 50 m peito feminino SB3 – Eliminatórias: 4º lugar (Calor 1)
  3. 50 m peito feminino SB3 – Final: 8º lugar

### Campeonatos Mundiais de Natação do IPC
- Mar del Plata 2002
  1. Revezamento 4x50 m medley feminino 20 pontos – Final: 3º lugar (medalha de bronze)
  2. 150 m medley individual feminino SM4 – Final: 6º lugar
  3. 50 m peito feminino SB3 – Final: 4º lugar
  4. 50 m costas feminino S5 – Eliminatórias: 7º lugar

- Eindhoven 2010
  1. 150 m medley individual feminino SM4 – Final: 3º lugar (medalha de bronze)
  2. 50 m costas feminino S5 – Eliminatórias: 8º lugar (Calor 2)
  3. 50 m peito feminino SB3 – Final: 4º lugar

- Glasgow 2015
  1. 150 m medley individual feminino SM4 – Eliminatórias: 12º lugar (Calor 2)
  2. 50 m peito feminino SB3 – Eliminatórias: 9º lugar (Calor 2)[7]